# Coppa d'Estate 1978
La Coppa d'Estate 1978, così denominata sebbene disputata in maggio, fu un'edizione speciale della Coppa Intertoto.
Il torneo era gestito dalla SFP, la società di scommesse svizzera. Non era prevista la fase finale fra le vincitrici della fase a gironi della fase estiva. Le squadre che si imponevano nei singoli raggruppamenti venivano considerate tutte vincenti a pari merito e ricevevano, oltre ad un piccolo trofeo, un cospicuo premio in denaro.
Duisburg, Eintracht Braunschweig e First Vienna sono le uniche compagini che hanno partecipato ad ambedue le edizioni del 1978.

## Partecipanti
| Nazione                | Squadra | Campionato | Note                                                           |
| ---------------------- | --- | --- | -------------------------------------------------------------- |
| Germania (bandiera)    | Duisburg Bayern Monaco Eintracht Braunschweig Bochum Werder Brema Monaco 1860 Saarbrücken                          | 6º campionato di Germania Ovest 1977-78 12º campionato di Germania Ovest 1977-78 13º campionato di Germania Ovest 1977-78 14º campionato di Germania Ovest 1977-78 15º campionato di Germania Ovest 1977-78 16º campionato di Germania Ovest 1977-78 17º campionato di Germania Ovest 1977-78 | Vincitrice della Coppa Intertoto Girone 2 nell'anno precedente |
| Austria (bandiera)     | First Vienna | 7º campionato d'Austria 1977-78 |                                                                |
| Belgio (bandiera)      | Lierse Beerschot RWD Molenbeek Anversa Waregem Template:Calcio REF Liegi Template:Calcio La Louvière Kortrijk      | 4º campionato del Belgio 1977-78 6º campionato del Belgio 1977-78 7º campionato del Belgio 1977-78 8º campionato del Belgio 1977-78 11º campionato del Belgio 1977-78 14º campionato del Belgio 1977-78 15º campionato del Belgio 1977-78 16º campionato del Belgio 1977-78 |                                                                |
| Paesi Bassi (bandiera) | Sparta Rotterdam Template:Calcio Roda JC Volendam Utrecht Vitesse Template:Calcio Den Haag VVV-Venlo N.E.C.        | 5º campionato d'Olanda 1977-78 6º campionato d'Olanda 1977-78 7º campionato d'Olanda 1977-78 8º campionato d'Olanda 1977-78 9º campionato d'Olanda 1977-78 12º campionato d'Olanda 1977-78 14º campionato d'Olanda 1977-78 15º campionato d'Olanda 1977-78 |                                                                |
| Francia (bandiera)     | Nantes Strasburgo Olympique Marsiglia Saint-Étienne Nizza Laval Metz Nîmes Bordeaux Olympique Lione Lens Troyes AF | Vicecampione di Francia 1977-78 3º campionato di Francia 1977-78 4º campionato di Francia 1977-78 7º campionato di Francia 1977-78 8º campionato di Francia 1977-78 10º campionato di Francia 1977-78 12º campionato di Francia 1977-78 13º campionato di Francia 1977-78 16º campionato di Francia 1977-78 17º campionato di Francia 1977-78 18º campionato di Francia 1977-78 19º campionato di Francia 1977-78 |                                                                |
| Italia (bandiera)      | Perugia Roma Atalanta Verona Lazio Genoa Foggia                                                                    | 7º campionato d'Italia 1977-78 8º campionato d'Italia 1977-78 9º campionato d'Italia 1977-78 10º campionato d'Italia 1977-78 14º campionato d'Italia 1977-78 15º campionato d'Italia 1977-78 |                                                                |
| Ungheria (bandiera)    | Újpest Honvéd MTK Budapest Fehérvár Ferencváros                                                                    | Campione d'Ungheria 1977-78 Vicecampione d'Ungheria 1977-78 3º campionato d'Ungheria 1977-78 4º campionato d'Ungheria 1977-78 9º campionato d'Ungheria 1977-78 | Vincitrice Coppa d'Ungheria 1977-78                            |

## Squadre partecipanti
La fase a gironi del torneo era composta da dodici gruppi di quattro squadre ciascuno, le squadre che si imponevano nei singoli raggruppamenti venivano considerate tutte vincenti a pari merito.
Rispetto alla Coppa dell'edizione precedente, le squadre della Cecoslovacchia, Svizzera, Polonia, Svezia, Danimarca, Jugoslavia, Israele, Norvegia e Bulgaria non partecipano; rientrano le squadre di Francia e Italia e, per la prima volta, partecipano squadre dall'Ungheria.
- In giallo le vincitrici dei gironi.

| Girone | Austria      | Belgio        | Francia             | Germania Ovest         | Italia   | Paesi Bassi      | Ungheria      |
| 1      | First Vienna | -             | Nizza               | -                      | Genoa    | -                | Újpesti Dózsa |
| 2      | -            | -             | Saint-Étienne       | Bayern Monaco          | Roma     | -                | MTK Budapest  |
| 3      | -            | Waregem       | Nîmes               | Monaco 1860            | Perugia  | -                | -             |
| 4      | -            | Beerschot     | Nantes              | -                      | Lazio    | Sparta Rotterdam | -             |
| 5      | -            | Lierse        | Strasburgo          | Saarbrücken            | -        | Volendam         | -             |
| 6      | -            | Anversa       | Bordeaux            | Duisburg               | -        | N.E.C.           | -             |
| 7      | -            | La Louvière   | Laval               | -                      | -        | Utrecht          | Videoton      |
| 8      | -            | RWD Molenbeek | Troyes AF           | -                      | Verona   | Vitesse          | -             |
| 9      | -            | -             | Olympique Marsiglia | Eintracht Braunschweig | -        | Den Haag         | Honvéd        |
| 10     | -            | -             | Olympique Lione     | -                      | Foggia   | VVV-Venlo        | Ferencváros   |
| 11     | -            | Kortrijk      | Lens                | Werder Brema           | -        | Roda JC          | -             |
| 12     | -            | RFC Liegi     | Metz                | Bochum                 | Atalanta | -                | -             |

## Risultati

### Girone 1
| Squadra       | Pti      | G        | V        | N        | P        | GF       | GS       | DR       |
| ------------- | -------- | -------- | -------- | -------- | -------- | -------- | -------- | -------- |
| Újpesti Dózsa | 8        | 4        | 4        | 0        | 0        | 11       | 4        | +7       |
| First Vienna  | 3        | 4        | 1        | 1        | 2        | 4        | 6        | −2       |
| Genoa         | 1        | 4        | 0        | 1        | 3        | 5        | 10       | −5       |
| Nizza         | ritirato | ritirato | ritirato | ritirato | ritirato | ritirato | ritirato | ritirato |

|         | Újp | Fir | Gen |
| ------- | --- | --- | --- |
| Újpesti |     | 2-0 | 6-3 |
| First   | 1-2 |     | 1-1 |
| Genoa   | 0-1 | 1-2 |     |

### Girone 2
| Squadra       | Pti | G | V | N | P | GF | GS | DR  |
| ------------- | --- | - | - | - | - | -- | -- | --- |
| MTK Budapest  | 10  | 6 | 4 | 2 | 0 | 18 | 7  | +11 |
| Roma          | 7   | 6 | 3 | 1 | 2 | 10 | 7  | +3  |
| Saint-Étienne | 4   | 6 | 2 | 0 | 4 | 7  | 18 | −11 |
| Bayern Monaco | 3   | 6 | 1 | 1 | 4 | 7  | 10 | −3  |

|               | MTK | Rom | S-É | Bay |
| ------------- | --- | --- | --- | --- |
| MTK           |     | 3-0 | 5-2 | 0-0 |
| Roma          | 3-3 |     | 3-0 | 2-0 |
| Saint-Étienne | 1-4 | 1-0 |     | 1-0 |
| Bayern        | 1-3 | 0-2 | 6-2 |     |

### Girone 3
| Squadra     | Pti | G | V | N | P | GF | GS | DR |
| ----------- | --- | - | - | - | - | -- | -- | -- |
| Perugia     | 10  | 6 | 4 | 2 | 0 | 12 | 7  | +5 |
| Waregem     | 6   | 6 | 2 | 2 | 2 | 8  | 8  | 0  |
| Monaco 1860 | 5   | 6 | 1 | 3 | 2 | 10 | 11 | −1 |
| Nîmes       | 3   | 6 | 1 | 1 | 4 | 8  | 12 | −4 |

|         | Per | War | Mon | Nîm |
| ------- | --- | --- | --- | --- |
| Perugia |     | 1-1 | 3-1 | 1-0 |
| Waregem | 1-2 |     | 2-1 | 1-2 |
| Monaco  | 2-2 | 1-1 |     | 4-2 |
| Nîmes   | 2-3 | 1-2 | 1-1 |     |

### Girone 4
| Squadra          | Pti | G | V | N | P | GF | GS | DR |
| ---------------- | --- | - | - | - | - | -- | -- | -- |
| Beerschot        | 9   | 6 | 4 | 1 | 1 | 13 | 9  | +4 |
| Lazio            | 9   | 6 | 4 | 1 | 1 | 13 | 10 | +3 |
| Sparta Rotterdam | 5   | 6 | 2 | 1 | 3 | 13 | 12 | +1 |
| Nantes           | 1   | 6 | 0 | 1 | 5 | 7  | 15 | −8 |

|           | Bee | Laz | Spa | Nan |
| --------- | --- | --- | --- | --- |
| Beerschot |     | 2-2 | 1-2 | 2-1 |
| Lazio     | 2-3 |     | 3-2 | 2-1 |
| Sparta    | 1-3 | 1-2 |     | 6-2 |
| Nantes    | 1-2 | 1-2 | 1-1 |     |

### Girone 5
| Squadra     | Pti | G | V | N | P | GF | GS | DR |
| ----------- | --- | - | - | - | - | -- | -- | -- |
| Saarbrücken | 9   | 6 | 4 | 1 | 1 | 13 | 6  | +7 |
| Volendam    | 8   | 6 | 3 | 2 | 1 | 9  | 7  | +2 |
| Lierse      | 5   | 6 | 2 | 1 | 3 | 9  | 10 | −1 |
| Strasburgo  | 2   | 6 | 1 | 0 | 5 | 4  | 12 | −8 |

|             | Saa | Vol | Lie | Str |
| ----------- | --- | --- | --- | --- |
| Saarbrücken |     | 0-1 | 1-0 | 3-0 |
| Volendam    | 3-3 |     | 1-0 | 2-1 |
| Lierse      | 2-4 | 2-2 |     | 3-1 |
| Strasburgo  | 0-2 | 1-0 | 1-2 |     |

### Girone 6
| Squadra  | Pti | G | V | N | P | GF | GS | DR |
| -------- | --- | - | - | - | - | -- | -- | -- |
| Anversa  | 8   | 6 | 4 | 0 | 2 | 11 | 7  | +4 |
| Duisburg | 6   | 6 | 3 | 0 | 3 | 12 | 8  | +4 |
| Bordeaux | 6   | 6 | 3 | 0 | 3 | 8  | 8  | 0  |
| N.E.C.   | 4   | 6 | 2 | 0 | 4 | 10 | 18 | −8 |

|          | Anv | Dui | Bor | NEC |
| -------- | --- | --- | --- | --- |
| Anversa  |     | 1-2 | 1-0 | 2-0 |
| Duisburg | 1-2 |     | 1-0 | 6-0 |
| Bordeaux | 1-3 | 1-0 |     | 4-2 |
| NEC      | 3-2 | 4-2 | 1-2 |     |

### Girone 7
| Squadra     | Pti | G | V | N | P | GF | GS | DR |
| ----------- | --- | - | - | - | - | -- | -- | -- |
| Utrecht     | 9   | 6 | 3 | 3 | 0 | 12 | 6  | +6 |
| Videoton    | 7   | 6 | 3 | 1 | 2 | 13 | 8  | +5 |
| La Louvière | 7   | 6 | 3 | 1 | 2 | 11 | 13 | −2 |
| Laval       | 1   | 6 | 0 | 1 | 5 | 4  | 13 | −9 |

|          | Utr | Vid | Lou | Lav |
| -------- | --- | --- | --- | --- |
| Utrecht  |     | 3-3 | 5-1 | 1-0 |
| Videoton | 0-1 |     | 6-1 | 2-1 |
| Louvière | 1-1 | 1-0 |     | 3-0 |
| Laval    | 1-1 | 1-2 | 1-4 |     |

### Girone 8
Le partite fra Verona e Troyes AF non sono state disputate.
| Squadra       | Pti | G | V | N | P | GF | GS | DR  |
| ------------- | --- | - | - | - | - | -- | -- | --- |
| RWD Molenbeek | 10  | 6 | 4 | 2 | 0 | 13 | 3  | +10 |
| Vitesse       | 6   | 6 | 3 | 0 | 3 | 9  | 14 | −5  |
| Verona        | 3   | 4 | 1 | 1 | 2 | 4  | 4  | 0   |
| Troyes AF     | 1   | 4 | 0 | 1 | 3 | 6  | 11 | −5  |

|           | Mol | Vit | Ver  | Tro  |
| --------- | --- | --- | ---- | ---- |
| Molenbeek |     | 5-0 | 1-0  | 2-2  |
| Vitesse   | 0-2 |     | 2-1  | 5-3  |
| Verona    | 1-1 | 2-0 |      | n.d. |
| Troyes AF | 0-2 | 1-2 | n.d. |      |

### Girone 9
| Squadra                | Pti | G | V | N | P | GF | GS | DR |
| ---------------------- | --- | - | - | - | - | -- | -- | -- |
| Honvéd                 | 9   | 6 | 4 | 1 | 1 | 11 | 6  | +5 |
| Eintracht Braunschweig | 7   | 6 | 3 | 1 | 2 | 15 | 10 | +5 |
| Olympique Marsiglia    | 5   | 6 | 2 | 1 | 3 | 7  | 12 | −5 |
| Den Haag               | 3   | 6 | 0 | 3 | 3 | 5  | 10 | −5 |

|              | Hon | Bra | Mar | D.H |
| ------------ | --- | --- | --- | --- |
| Honvéd       |     | 2-0 | 3-0 | 0-0 |
| Braunschweig | 5-2 |     | 3-1 | 4-1 |
| Marsiglia    | 1-3 | 2-1 |     | 2-1 |
| Den Haag     | 0-1 | 2-2 | 1-1 |     |

### Girone 10
| Squadra         | Pti | G | V | N | P | GF | GS | DR |
| --------------- | --- | - | - | - | - | -- | -- | -- |
| Ferencváros     | 8   | 6 | 3 | 2 | 1 | 15 | 8  | +7 |
| Foggia          | 7   | 6 | 2 | 3 | 1 | 9  | 8  | +1 |
| VVV-Venlo       | 5   | 6 | 2 | 1 | 3 | 8  | 11 | −3 |
| Olympique Lione | 4   | 6 | 1 | 2 | 3 | 2  | 7  | −5 |

|             | Fer | Fog | Ven | Lio |
| ----------- | --- | --- | --- | --- |
| Ferencváros |     | 4-0 | 2-1 | 3-0 |
| Foggia      | 2-2 |     | 3-0 | 0-0 |
| Venlo       | 4-3 | 2-2 |     | 1-0 |
| Lione       | 1-1 | 0-2 | 1-0 |     |

### Girone 11
| Squadra      | Pti | G | V | N | P | GF | GS | DR |
| ------------ | --- | - | - | - | - | -- | -- | -- |
| Lens         | 9   | 6 | 4 | 1 | 1 | 17 | 14 | +3 |
| Werder Brema | 6   | 6 | 2 | 2 | 2 | 10 | 9  | +1 |
| Kortrijk     | 5   | 6 | 1 | 3 | 2 | 10 | 9  | +1 |
| Roda JC      | 4   | 6 | 1 | 2 | 3 | 5  | 10 | −5 |

|          | Len | Wer | Kor | Rod |
| -------- | --- | --- | --- | --- |
| Lens     |     | 5-3 | 3-2 | 3-1 |
| Werder   | 1-2 |     | 1-1 | 2-0 |
| Kortrijk | 5-2 | 1-1 |     | 1-2 |
| Roda     | 2-2 | 0-2 | 0-0 |     |

### Girone 12
| Squadra      | Pti | G | V | N | P | GF | GS | DR  |
| ------------ | --- | - | - | - | - | -- | -- | --- |
| Bochum       | 10  | 6 | 5 | 0 | 1 | 15 | 5  | +10 |
| RFC Liégeois | 5   | 6 | 2 | 1 | 3 | 8  | 9  | −1  |
| Atalanta     | 5   | 6 | 2 | 1 | 3 | 7  | 10 | −3  |
| Metz         | 4   | 6 | 2 | 0 | 4 | 3  | 9  | −6  |

|          | Boc | Lie | Ata | Met |
| -------- | --- | --- | --- | --- |
| Bochum   |     | 2-1 | 3-1 | 5-0 |
| Liegi    | 2-1 |     | 3-1 | 0-2 |
| Atalanta | 1-2 | 2-2 |     | 1-0 |
| Metz     | 0-2 | 1-0 | 0-1 |     |

### Esplicative
1. ↑  La stagione 1977-1978 risultò eccezionalmente più corta in vista dei Mondiali di Argentina, in tal modo diverse squadre di primo piano decisero di prender parte, anche se con formazioni notevolmente rimaneggiate, alla prima edizione che si disputò durante il mese di maggio.
2. ↑  Il Nizza, già inserito in tabellone, si ritirò prima dell'inizio della competizione.[2]
3. ↑  Saranno annullate le gare con i francesi del Troyes, causa un intoppo con lo sciopero dei treni.[3]

### Bibliografiche
1. ↑  (EN) Robert O'Connor, The Intertoto Cup: European Football's Great White Elephant, su vice.com, 27 luglio 2016.
2. ↑  (EN) Pawel Mogielnicki, Intertoto Cup 1978, su mogiel.net.
3. ↑   1978/1979, parte 1 - LA RIVOLUZIONE, su hellastory.net.